# 100934 Marthanussbaum
100934 Marthanussbaum este o planetă minoră (asteroid) din centura de asteroizi. A fost descoperită pe 28 iunie 1998 la Observatorul La Silla de Eric Walter Elst și a fost numită după Martha Nussbaum⁠(d). 
Obiectul prezintă o orbită caracterizată de o semiaxă mare de 2,3940924002476 UAi, o excentricitate de 0,17, o înclinație de 3,5 ° în raport cu ecliptica.